# Andrij Howorow
Andrij Andrijowycz Howorow (ukr. Андрій Андрійович Говоров, ros. Андрей Андреевич Говоров; ur. 10 kwietnia 1992 w Sewastopolu) – ukraiński pływak specjalizujący się w stylu motylkowym i dowolnym, wicemistrz świata na basenie 25-metrowym, mistrz Europy, rekordzista świata na dystansie 50 m stylem motylkowym (basen 50 m).
W 2010 roku na mistrzostwach świata na krótkim basenie w Dubaju zdobył srebrny medal w wyścigu na 50 m stylem motylkowym.
Uczestnik igrzysk olimpijskich w Londynie (14. miejsce na 50 m stylem dowolnym) i Rio de Janeiro (5. miejsce na 50 m stylem dowolnym).
1 lipca 2018 roku podczas zawodów Sette Colli w Rzymie czasem 22,27 s ustanowił nowy rekord świata w konkurencji 50 m stylem motylkowym.

## Rekordy świata
| Konkurencja            | Basen      | Rezultat | Data         | Miejsce | Status   |
| ---------------------- | ---------- | -------- | ------------ | ------- | -------- |
| 50 m stylem motylkowym | 50-metrowy | 22,27 s  | 1 lipca 2018 | Rzym    | aktualny |